# Herbert Frauenrath
Herbert Frauenrath (* 9. August 1946 in Jülich; † 3. März 2018) war ein deutscher Chemiker, der bis 2011 als Professor für Organische Chemie an der Universität Kassel tätig war.

## Leben und Werk
Frauenrath studierte Chemie an der RWTH Aachen. Nach seiner Promotion wurde er 1986 Privatdozent für Organische Chemie, im Jahr 1990 Hochschuldozent und 1991 außerplanmäßiger Professor an der RWTH Aachen. Im Jahr 1993 folgte er einem Ruf an die Universität Kassel.
Frauenraths Forschungsschwerpunkt lag auf der Entwicklung neuer stereoselektiver und asymmetrisch-katalytischer Verfahren auf den Gebieten der Organischen Chemie und der Naturstoffchemie.
| Personendaten    | Personendaten                                          |
| ---------------- | ------------------------------------------------------ |
| NAME             | Frauenrath, Herbert                                    |
| KURZBESCHREIBUNG | deutscher Chemiker und Professor für Organische Chemie |
| GEBURTSDATUM     | 9. August 1946                                         |
| GEBURTSORT       | Jülich                                                 |
| STERBEDATUM      | 3. März 2018                                           |